# Petričko Selo
Petričko Selo is een plaats in de gemeente Žumberak in de Kroatische provincie Zagreb. De plaats telt 28 inwoners (2001).